# Dirty Jobs
Pour les articles homonymes, voir Dirty et Jobs.
Dirty Jobs (littéralement: « Sales Boulots », « Sales Jobs » au Québec) est une émission de téléréalité américaine sur la chaîne de télévision Discovery Channel.
En France, l'émission est diffusée aléatoirement sur RMC Découverte.

## Concept
Chaque émission commence par un avertissement de Mike Rowe :
« Je m’appelle Mike Rowe… et voilà ce que je fais. Je traverse le pays à la recherche de personnes qui n'ont pas peur de se salir. Des hommes et des femmes qui travaillent dur pour gagner leur vie. Ils font le genre de métiers qui nous permettent de mener une vie civilisée. Maintenant, préparez-vous à vous salir les mains ! »
Un travailleur, ayant un travail pénible, prend sous sa coupe le présentateur durant toute une journée normale de travail. Durant cette journée, ce dernier doit faire son possible pour effectuer correctement la tâche malgré les dangers, la pénibilité et les difficultés du travail. Le but n'est pas de se moquer des boulots qui sont mis en lumière mais de mettre en avant les travailleurs pour ce qu'ils peuvent réaliser tous les jours alors que peu de personnes pourraient le faire.

## Émissions
| Saison | Saison | Épisodes | Début | Fin |
| ------ | ------ | -------- | ----- | --- |
|        | Pilote | 3        | -     | -   |
|        | 01     | 6        | -     | -   |
|        | 02     | 45       | -     | -   |
|        | 03     | 34       | -     | -   |
|        | 04     | 21       | -     | -   |
|        | 05     | 22       | -     | -   |
|        | 06     | 23       | -     | -   |
|        | 07     | 11       | -     | -   |
|        | 08     | 4        | -     | -   |

## Épisodes

### Saison Pilote (2003)
- P1 Titre français inconnu (Bat Cave Scavenger)
- P2 Titre français inconnu (Worm Dung Farmer)
- P3 Titre français inconnu (Roadkill Cleaner)

### Saison 01 (2005)
1. Titre français inconnu (Chinatown Garbage Collector)
2. Titre français inconnu (Sewer Inspector)
3. Titre français inconnu (Pig Farmer)
4. Titre français inconnu (Chick Sexer)
5. Titre français inconnu (Vexcon)
6. Titre français inconnu (Sludge Cleaner)

## Émissions dérivées
- En Europe, une version spécifique de l'émission est également diffusée avec l'ancien gardien de football danois Peter Schmeichel en tant que présentateur. Une version australienne a également été diffusée en 2007 sur la chaîne Nine Network. Deux épisodes pilotes de l'émission furent diffusés pour la première fois en novembre 2003. L'émission deviendra récurrente à partir du 26 juillet 2005.